# Homo georgicus
Homo georgicus, česky člověk gruzínský je sporné označení člověka rodu Homo, který žil před 1,8 mil. let a jehož rozsáhlé pozůstatky byly nalezeny u města Dmanisi v Gruzii.
Měl malou lebku, menší než klasický Homo erectus, a primitivní tvar obličeje. Měřil asi 1,3-1,5 m. Používal kamennou industrii patřící do rodiny technologií oldovan – především sekáče a škrabadla. Živil se z podstatné části masem a sám se mohl stát obětí velkých šelem. Jeden nález naznačuje, že se staral i o staré a nemohoucí (bezzubé) členy tlupy. Šlo by tak o prvního hominida, jemuž je tato péče prokázána.

## Kontroverze
Podle tvaru a velikosti lebek není jasné, zda se jedná o samostatný druh. Mohlo by jít o formu Homo habilis, Homo ergaster nebo dokonce Homo erectus. Nálezy z Dmanisi přinesly několik závažných poznatků a podnětů. Migrace z Afriky zřejmě začala dříve, než se vědci doposud domnívali. Je pravděpodobné, že už zástupci druhů Homo habilis či raných forem Homo ergaster opustili "kolébku lidstva" a vydali se do Asie. Někteří badatelé se domnívají, že zde se z nich vytvořil druh Homo erectus, který se tím stal prakticky výlučně asijským hominidem. Podle některých poněkud "radikálních" názorů pak mohou nálezy z Dmanisi zásadně otřást současnými názory na lidskou evoluci. Je možné, že zredukují evoluci hominidů na dva "superdruhy" – vyhynulý afro-asijský Homo erectus a přeživší afro-evropský Homo sapiens. Jejich bohatý vývojový strom by tvořilo pouze množství forem a poddruhů: k Homo erectus by patřili Homo habilis, rudolfensis, ergaster, georgicus a samozřejmě vlastní Homo erectus; k Homo sapiens by náleželi Homo antecessor, heidelbergensis, rhodesiensis, neanderthalensis, floresiensis a vlastní Homo sapiens.